# Блу-Маунтинс (Ямайка)
Блу-Ма́унтинс (англ. Blue Mountains) — горы на востоке Ямайки. Самая высокая точка — гора Блу-Маунтин-Пик (2256 м). Часть гор Блу-Маунтинс входит в основанный в 1992 году национальный парк.
Эта местность также является важным районом производства кофе на Ямайке.